# Cratere Tereshkova
Tereshkova è un cratere lunare di 31,33 km situato nella parte nord-occidentale della faccia nascosta della Luna.